# Luftangriffe in Frankreich am 26. Mai 1944
Die Luftangriffe in Frankreich am 26. Mai 1944 waren eine Operation der United States Army Air Forces im Zweiten Weltkrieg im Südosten Frankreichs.
Sie bezweckten die Zerstörung von Verkehrswegen und besonders von Eisenbahnknotenpunkten in Frankreich, um es der deutschen Heeresführung zu erschweren, neue Kräfte nach Westfrankreich zu verlegen, wo das alliierte Oberkommando die Landung in der Normandie vorsah.
Etwa 900 Flugzeuge flogen am frühen 26. Mai 1944 von Flugplätzen in Süditalien aus nach Frankreich und bombardierten am späten Vormittag mit unterschiedlicher Wirkung die befohlenen Ziele und deren Umgebung. Beteiligt waren Bomber der Typen Consolidated B-24 und Boeing B-17 Flying Fortress.
Die Ziele des Angriffs waren:
- Der Bahnhof von Chambéry,
- Bahnanlagen in Grenoble,
- die Bahnhöfe von Lyon,
- Eisenbahninfrastruktur bei Nizza,
- der Bahnhof von Saint-Étienne.